# Stadt- und Erstes Landamt Pforzheim
Das Stadt- und Erste Landamt Pforzheim war eine Verwaltungseinheit im Großherzogtum Baden. Es bestand von 1810 bis 1819.

## Lage
Das Gebiet des Amtes umfasste die Stadt Pforzheim und ihr Umland im südlich angrenzenden Nordschwarzwald. Im Südosten reichte es beiderseits der Würm bis an den Rand des Korngäus. Politisch zeichnete es sich durch eine ausgesprochene Grenzlage auf: nur im Nordwesten hatte es Verbindung zum übrigen badischen Territorium, ansonsten lagen benachbart verschiedene württembergische Oberämter.

## Geschichte

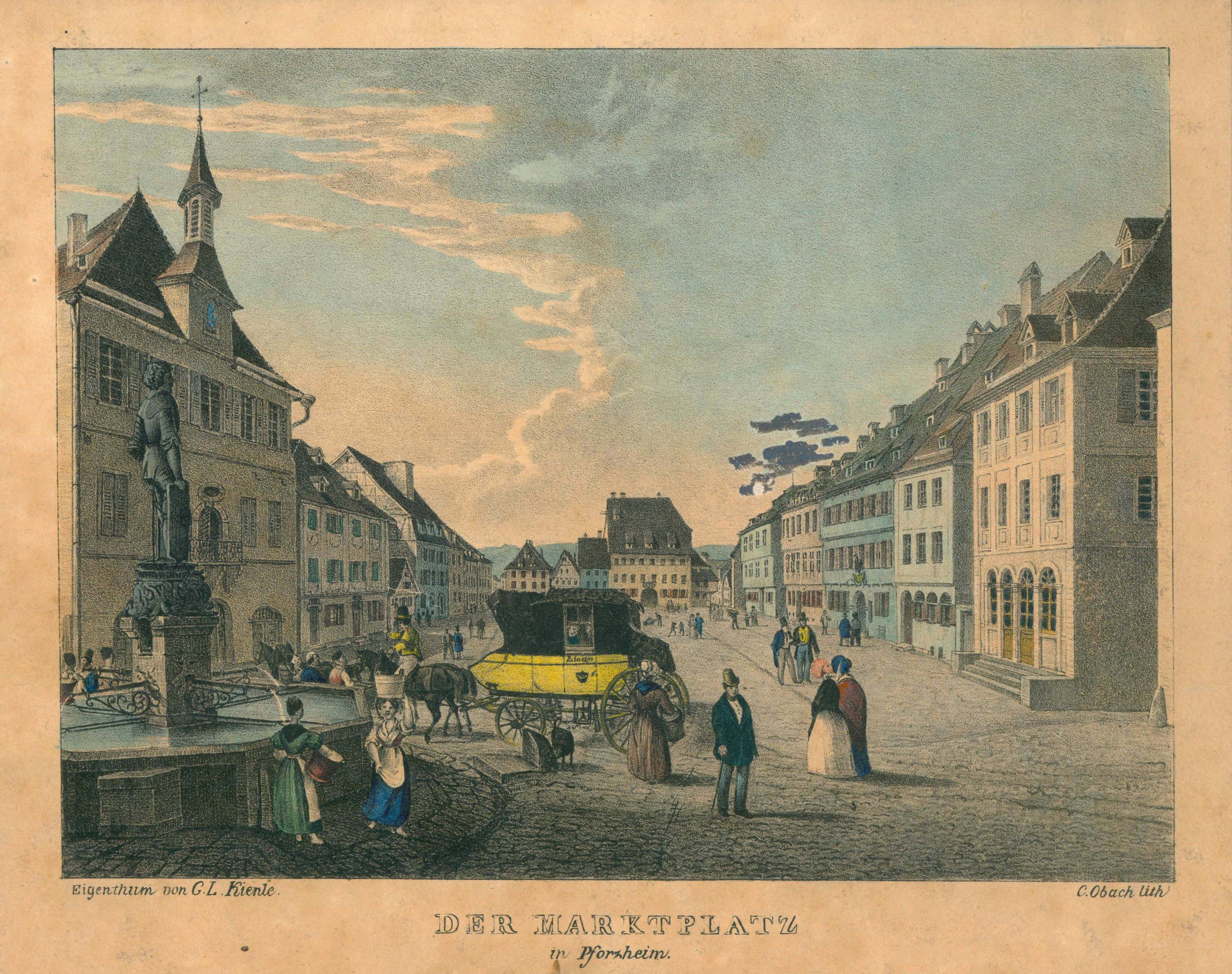
Der Pforzheimer Marktplatz im 19. Jahrhundert

Das an der Mündung der Nagold in die Enz gelegene Pforzheim hatte seit dem hohen Mittelalter unter der Herrschaft der Markgrafen von Baden gestanden und war Sitz eines Oberamtes. 1807 kamen elf grundherrschaftliche Orte hinzu, die zuvor, zumindest in Teilen, reichsritterschaftlichen Familien gehört hatten, die in Umsetzung der Rheinbundakte von 1806 mediatisiert worden waren und nun unter badischer Landeshoheit standen. Ein weiterer war im Rahmen des Tausch- und Epurationsvertrages mit Württemberg zu Baden gekommen.
Aufgrund des Novemberediktes von 1809 wurde das Oberamt Anfang 1810 aufgeteilt, neben dem Zweiten Landamt entstand das Stadt- und Erste Landamt. Es umfasste zunächst, außer Pforzheim noch die Orte Dillstein, Weißenstein, Büchenbronn, Huchenfeld, Niefern, Eutingen und Brötzingen. Im Rahmen der Verwaltungsgliederung Badens wurden beide Ämter dem Pfinz- und Enzkreis zugewiesen. Die grundherrschaftlichen Orte wurden dem Kreis zunächst unmittelbar unterstellt.
Hinzu kamen Ende 1810 das im Zuge des Grenzvertrages mit Württemberg an Baden abgetretene Öschelbronn, sowie, in Bezug auf die allgemeine Verwaltung, die Orte der ritterschaftlichen Familien Gemmingen und Leutrum im Hagenschieß. Nach der Aufhebung der Patrimonialgerichtsbarkeit 1813 folgte die Zuständigkeit für die Rechtsprechung erster Instanz, die bis 1857 bei den Ämtern lag, in Hamberg, Haiberg, Hohenwarth, Lehningen, Liebeneck, Mühlhausen, Neuhausen, Schollbrunn, Steinegg, Thiergarten, Tiefenbronn und Würm.
Anfang 1819 wurden die beiden 1813 entstandenen Ämter wieder vereinigt, erneut als Oberamt Pforzheim.

## Orte und Einwohnerzahlen 1814

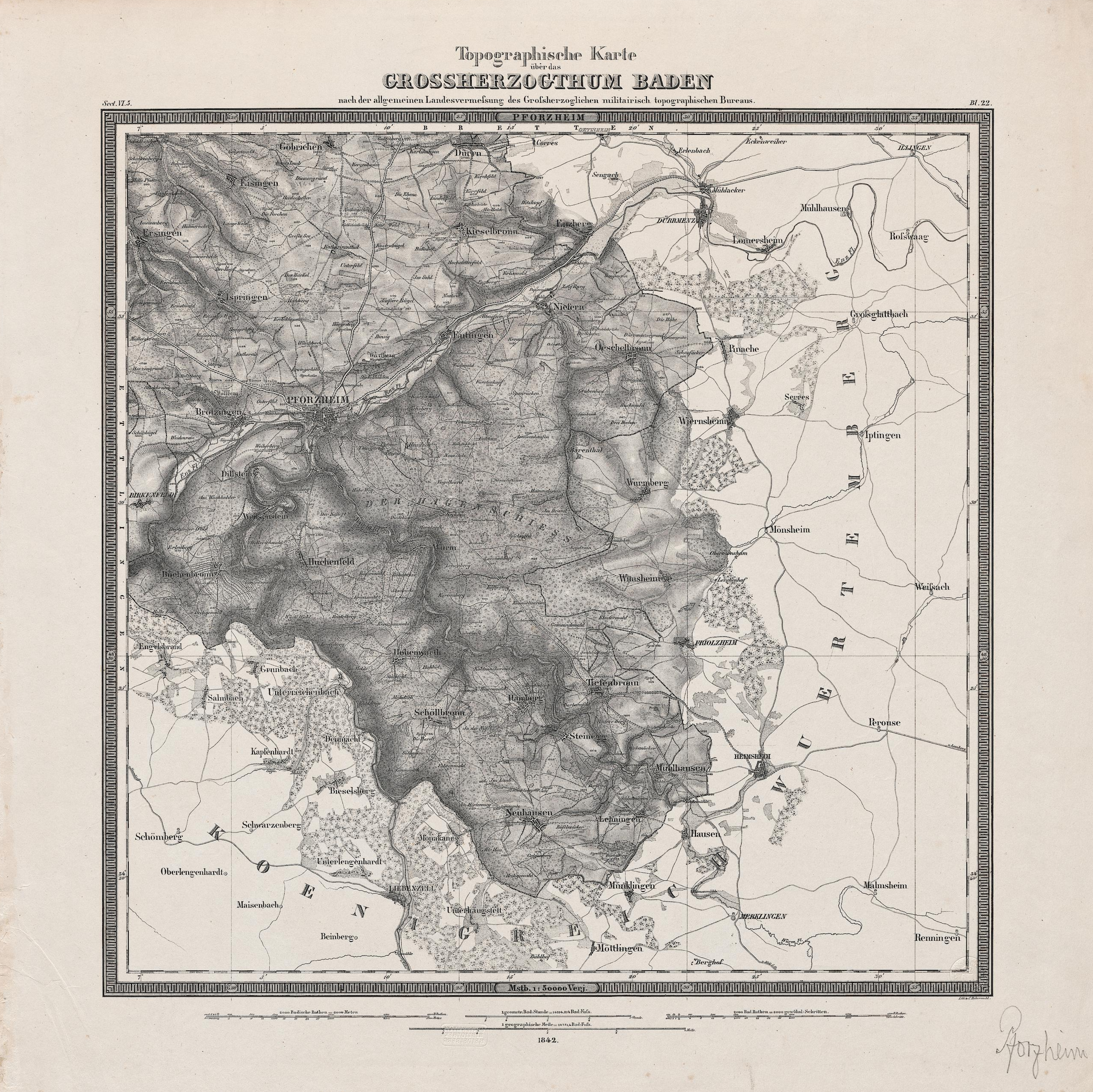
Topographische Karte von 1842, Blatt Pforzheim

1814 wird für das Amt von 14.303 Einwohnern berichtet, die sich auf diese Orte verteilten:
- Brötzingen: 1079
- Büchenbronn: 553
- Dillstein und Weißenstein: 561
- Eutingen: 635
- Haidach: 23
- Hamberg: 373
- Hohenwart: 251
- Huchenfeld: 464
- Lehningen: 306
- Liebeneck: 22
- Mühlhausen: 427
- Neuhausen: 655
- Niefern: 1028
- Öschelbronn: 840
- Pforzheim, mit Buckenberg und Seehaus: 5301
- Schellbronn: 298, davon in Thalhütten 29
- Steinegg: 287
- Thiergarten, auch Wolfsgarten: 22
- Tiefenbronn: 709
- Würm: 474

## Weitere Entwicklung
Aus dem Oberamt Pforzheim, seit 1864 als Bezirksamt bezeichnet, entstand 1939 der Landkreis Pforzheim. Sofern nicht zu einem früheren oder späteren Zeitpunkt nach Pforzheim eingemeindet, zählen die Orte des Stadt- und Ersten Landamtes seit der Kreisreform 1973 zum Enzkreis.